# Euroscaptor
Euroscaptor là một chi động vật có vú trong họ Talpidae, bộ Soricomorpha. Chi này được Miller miêu tả năm 1940. Loài điển hình của chi này là Talpa klossi Thomas, 1929.

## Các loài
Chi này gồm các loài:
- Chuột chũi Trung Quốc lớn (Euroscaptor grandis)
- Chuột chũi Kloss (Euroscaptor klossi)
- Chuột chũi Kuznetsov (Euroscaptor kuznetsovi)
- Chuột chũi mũi dài (Euroscaptor longirostris)
- Chuột chũi Malaysia (Euroscaptor malayanus) [2]
- Chuột chũi Himalaya (Euroscaptor micrurus)
- Chuột chũi Ngọc Linh (Euroscaptor ngoclinhensis)
- Chuột chũi Orlov' (Euroscaptor orlovi)
- Chuột chũi răng nhỏ (Euroscaptor parvidens)
- Chuột chũi Việt Nam (Euroscaptor subanura)[3]